# Cour de district des États-Unis pour le district de Columbia
La cour de district des États-Unis pour le district de Columbia (D. D. C.) est la cour de district pour le district de Columbia. 

## Fonctions
La cour a juridiction sur les décisions prises par l'administration fédérale, mais il peut aussi donner effet aux convocations décidées par le Parlement.
Ses décisions peuvent être interjetées en appel auprès de la cour d'appel des États-Unis pour le circuit du district de Columbia.